# 越前薬師駅
越前薬師駅（えちぜんやくしえき）は、福井県福井市薬師町にある、西日本旅客鉄道（JR西日本）越美北線（九頭竜線）の駅である。

## 歴史
- 1960年（昭和35年）12月15日：国鉄越美北線越前花堂駅 - 勝原駅開通間時に開設[2]。無人駅[3]。
- 1987年（昭和62年）4月1日：国鉄分割民営化に伴い、JR西日本の駅となる[1]。
- 2004年（平成16年）
  - 7月18日：豪雨に伴い、越美北線全線運休。
  - 9月11日：美山駅 - 越前大野駅間運行再開。
    - 前日まで開設されていた代行バス乗り場は、京福バス薬師停留所であった。

## 駅構造
九頭竜湖方面に向かって左側に単式ホーム1面1線を有する地上駅（停留所）。
金沢支社管理の無人駅。ホームに小さな待合所が設置されている。福井寄りにある出入口から直接ホームへ入る形となっており、自動券売機は設置されていない。

## 利用状況
| 年度               | 1日平均乗車人員 |
| ------------------ | --------------- |
| 1960年（昭和36年） | 18              |
| 1961年（昭和36年） | 23              |
| 1962年（昭和37年） | 1               |
| 1963年（昭和38年） | 33              |
| 1964年（昭和39年） | 32              |
| 1965年（昭和40年） | 36              |
| 1966年（昭和41年） | 36              |
| 1967年（昭和42年） | 32              |
| 1968年（昭和43年） | 28              |
| 1969年（昭和44年） | 26              |
| 1970年（昭和45年） | 20              |
| 1971年（昭和46年） | 17              |
| 1972年（昭和47年） | 15              |
| 1973年（昭和48年） | 19              |
| 1974年（昭和49年） | 19              |
| 1975年（昭和50年） | 22              |
| 1976年（昭和51年） | 26              |
| 1977年（昭和52年） | 25              |
| 1978年（昭和53年） | 22              |
| 1979年（昭和54年） | 21              |
| 1980年（昭和55年） | 21              |
| 1981年（昭和56年） | 18              |
| 1982年（昭和57年） | 17              |
| 1983年（昭和58年） | 15              |
| 1984年（昭和59年） | 16              |
| 1985年（昭和60年） | 12              |
| 1986年（昭和61年） | 14              |
| 1987年（昭和62年） | 12              |
| 1988年（昭和63年） | 17              |
| 1989年（平成元年） | 16              |
| 1990年（平成2年）  | 14              |
|                    |                 |
| 1999年（平成11年） | 6               |
| 2000年（平成12年） | 6               |
| 2001年（平成13年） | 6               |
| 2002年（平成14年） | 7               |
| 2003年（平成15年） | 3               |
| 2004年（平成16年） | 4               |
| 2005年（平成17年） | 3               |
| 2006年（平成18年） | 2               |
| 2007年（平成19年） | 2               |
| 2008年（平成20年） |                 |
| 2009年（平成21年） |                 |
| 2010年（平成22年） |                 |
| 2011年（平成23年） | 6               |
| 2012年（平成24年） | 5               |
| 2013年（平成25年） | 5               |
| 2014年（平成26年） | 4               |
| 2015年（平成27年） | 2               |
| 2016年（平成28年） | 1               |
| 2017年（平成29年） | 2               |
| 2018年（平成30年） | 2               |
| 2019年（令和元年） | 3               |
| 2020年（令和2年）  | 2               |

## 駅周辺
- 羽生川
- 国道158号

## 隣の駅
西日本旅客鉄道（JR西日本）
■九頭竜線（越美北線）
美山駅 - 越前薬師駅 - 越前大宮駅